# پورنوراما
پورنوراما (انگلیسی: Pornorama) یک فیلم در ژانر کمدی به کارگردانی مارک روتموند است که در سال ۲۰۰۷ منتشر شد. از بازیگران آن می‌توان به بنو فورمان، کارولین هرفورت، والنتینا لودووینی، تام شیلینگ، و میشائیل گویسدک اشاره کرد. این فیلم صنعت پورنو در مونیخ مابین دهه ۶۰ و ۸۰ میلادی را توصیف می‌کند.